# Leonid Bogdanov
Leonid Bogdanov (n. 23 iunie 1927, Moscova, RSFS Rusă, URSS – d. 12 mai 2021) a fost un scrimer ce a reprezentat Uniunea Republicilor Sovietice Socialiste, medaliat olimpic. A participat la o ediție a Jocurilor Olimpice (1956) în care a câștigat o medalie de bronz.

## Participări
Lista de mai jos prezintă principalele competiții la care a participat Leonid Bogdanov de-a lungul carierei.
- Fencing at the 1956 Summer Olympics – men's team sabre[*]